# Стеблівка (Хустський район)
Стеблі́вка (до 1947 року — Салдобош, угор. Száldobos, словац. Saldoboš) — село в Україні, у Хустській міській громаді Хустського району Закарпатській області в Україні. Населення становить 2 231 особа.

## Географія
Село Стеблівка розташоване за 14 км на південний схід від міста Хуст, на правому березі річки Тиса.

## Легенда
Існує безліч легенд про виникнення та нового розташування села. В одній із легенд говориться, що село розташовувалось на самому березі річки Тиса. Річкою сплавляли феодали сіль з Солотвина. Населення дуже часто нападало на пливучі плоти і грабували сіль. Стара дорога Хуст — Солотвино проходила по болотистим місцям, що весною і восени ставала непрохідною. Урядом у XVII столітті було вирішено прокласти нині діючу дорогу через державний ліс. Проклавши дорогу, в лісах групувались розбійники і нападали на каравани з сіллю. На місці густого лісу урядом було вирішено поселити село. Були наділені відрізки, всі рівні по 0,44 га. Селянам запропоновано переселитись на нове місце, однак селянство впродовж тривалого часу протестувало. І лише згодом силою війська їх було переселено. За легендою в селі на той час налічувалось 32 двори.
Інша легенда, пов'язана з виникненням назви села. В ній говориться, що проїжджаючи через село, шукачі соленої води (ропи) запитали в селі одного з жителів, аби той показав їм дорогу. Чоловік однією рукою легко підняв пузину (дуже важку довгу палицю, якою укріплювали на підводі сіно) і показав напрям. Подорожніх здивувала його незвичайна сила. Кажуть, що називався він Салей Добош, від чого і походить стара назва села Салдобош. Або ж існує більш достовірний варіант, що це був силач Добош. Прізвище Добош ще і зараз часто зустрічається, але Салей немає, що менш достовірно. Так пояснюється назва села Салдобош.
Ще в окремих переказах зустрічається, що на території села колись було поселення, яке мало назву Селаш Добоша, що є також найбільш достовірною легендою.

## Символіка

### Герб
Щит підвищено перетятий лазуровим і золотим. У першій частині золота церква. У другій частині понижена лазурова хвилеподібна балка, обтяжена срібною рибою і супроводжувана зверху чорним буйволом із золотими рогами і очима, а знизу - двома зеленими протиставленими дубовими листками з такими ж жолудями.

### Прапор
Прямокутне полотнище із співвідношенням сторін 2:3 складається з двох рівних горизонтальних смуг блакитного та зеленого кольорів. Від держака відходить жовтий трикутник у 2/5 довжини прапора, на якому зелений колос.

## Історія
Перша згадка про село в історичних документах належить до 1389 року.
Археологічні розкопки у 1947—1961 рр. свідчать про те, що на околиці села жили носії культури карпатських курганів, безпосередні предки однієї з великих слов'янських груп — літописних білих хорватів. Праворуч і ліворуч від дороги Хуст — Стеблівка розташовувалося поселення першої половини І тисячоліття нашої ери.
За часів Марії-Терезії село було перенесене з берегу Тиси, де його часто затоплювало, на нове місце, де воно знаходиться й до тепер.
На північній стороні села тягнувся великий дубовий державний ліс. Селяни арендували його для свиней, через велику кількість жолудів. У 1866 році цей ліс прорубано і почато будувати залізницю Чоп — Сигіт-Мармароський. Тут працювало багато людей і мали добру заробітну плату. Спочатку в селі станції не було, збудовано її у 1912 році.
Першу школу було відкрито наприкінці XVII століття при греко-католицькій церкві священником Августином Янківським. Це було досить сучасне приміщення з каналізацією.
Традицією села зберігся «Салдобошський танець», який проходить наступного дня після Хрещення, 20 січня. Це традиційне обрядове дійство. Ватага парубків (Іванів) починає свято традиційним танцем у центрі села. Далі з троїстими музиками обходять вулиці села, пригощаючи зустрічних домашнім вином Виконуються давні народні танці та пісні. Свято закінчує цикл Різдвяних свят і символічно відкриває сезон весіль.
21 жовтня 2022 року у Стеблівці сталася масштабна пожежа. Горів Покровський чоловічий монастир. Над ліквідацією займання працювало шість пожежних розрахунків від підрозділів оперативно-рятувальної служби та місцевих пожежних команд. Вогонь знищив крівлю та перекриття на площі 300 кв. м, майно та меблі мансардного поверху, частково другого поверху. Також під час пожежі постраждала одна людина.

## Населення

### Мова
Розподіл населення за рідною мовою за даними перепису 2001 року:
| Мова       | Кількість | Відсоток |
| ---------- | --------- | -------- |
| українська | 2204      | 98.79%   |
| російська  | 24        | 1.08%    |
| угорська   | 3         | 0.13%    |
| Усього     | 2231      | 100%     |

## Дерев'яний храм Різдва Пресвятої Богородиці

Церква Різдва Пресвятої Богородиці належить до хустської групи дерев'яних храмів (Крайниково, Данилово, Сокирниця, Олександрівка) і, як і вони, є зразком так званої «мармароської готики». Зруби церкви збереглися ще з XVI століття, верхня частина, у тому числі дах і вежа над бабинцем, увінчана гострим шпилем, була споруджена під час перебудови 1794 року. Досконала архітектура церкви викликала захоплення у мандрівників і мистецтвознавців, тож церкву зображено на численних малюнках, фотографіях, креслениках

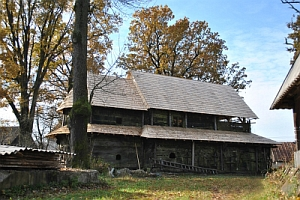
Руїни згорілої церкви у Стеблівці, укріплені й накриті захисним покриттям

1994 року церква згоріла, й відтак 15 років поспіль стояла на згарищі, дедалі більше руйнуючись. У 2009 році у греко-католицькій громаді села створена ініціативна група, що вирішила власними силами припинити руйнацію решток старовинного храму й зберегти його для прийдешніх поколінь. У 2009—2011 роках були проведені роботи з укріплення споруди та її гідроізоляція. Зверху руїни накрили захисним накриттям. Його спорудили з дерева і перекрили гонтом, щоб не псувати вигляд церкви сучасними матеріалами.
Високу дерев'яну дзвіницю було перенесено до нової православної церкви, а в 1992 р. — розібрано. Лишилися старі дзвони «Андрей», «Георгій», «Михал», що тепер висять у новій дзвіничці. 48°5′24.29″ пн. ш. 23°25′17.1″ сх. д. / 48.0900806° пн. ш. 23.421417° сх. д.
Майстрам вдалося органічно поєднати архітектуру, різьбярство, настінний розпис та малярство.
Найдавніші частини храму — зруби збудували з величезних дубових колод завдовжки 14 м. Вівтарну частину зробили у формі тригранної апсиди і відповідно вона мала гранчасте опасання і дах.

Маленькі віконця під опасанням мали аркові завершення, віконця вище опасання — квадратні у вівтарі і здвоєні, прямокутні в наві. Віконця мали залізні ковані грати готичного типу. До закритого ґанку з арковими прорізами вів портал, оздоблений багатим бароковим різьбленням.

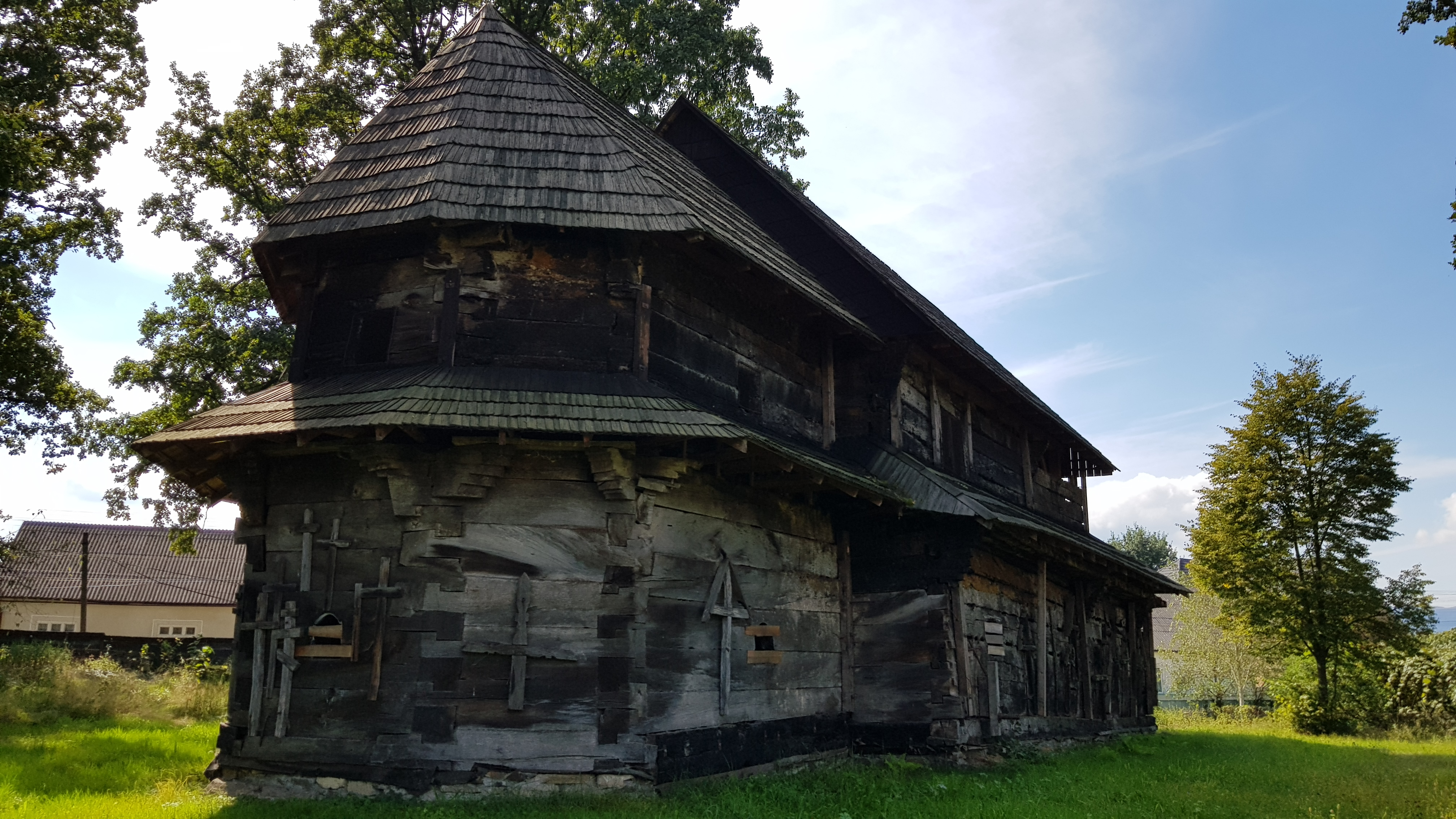

Одвірки порталу і вхідних дверей були прикрашені різьбленим мотивом лози. Вежа мала підсябиття з фігурно обробленими кінцями дощок. Високий шпиль та чотири маленькі шпилі увінчувалися розкішними кованими хрестами.
Інтер'єр храму з трьома стрімкими арковими склепіннями над бабинцем, навою та вівтарним зрубом вражав досконалістю архітектури й багатством оформлення. Внутрішні стіни нави й вівтаря прикрашували розписи початку XIX століття. Малювання вже майже щезло, але навіть у такому стані створювало враження величі та декоративності.
Вівтарі з написом дати — 1805 або 1815 роки та ім'я автора малювання Петра Токарева. У церкві зберігався іконостас з образами XVIII століття.

Високу дерев'яну дзвіницю, що колись стояла біля церкви, перенесли до нової православної церкви, а у 1992 році розібрали. В єпархіальних документах 1751 року церкву згадано, як вкриту шинґлами, в доброму стані, не знати ким освячену, з двома дзвонами, присвячену святої Параскевії, а у 1801 році є такий запис: «...Церква нова із дубових бервен составлена, турня на фундаменті мурованом є поставлена, має 3 звони, но требует на єдні ризи 119 ринских, на іконостас 350 ринских, а на мальованя 850 ринских».

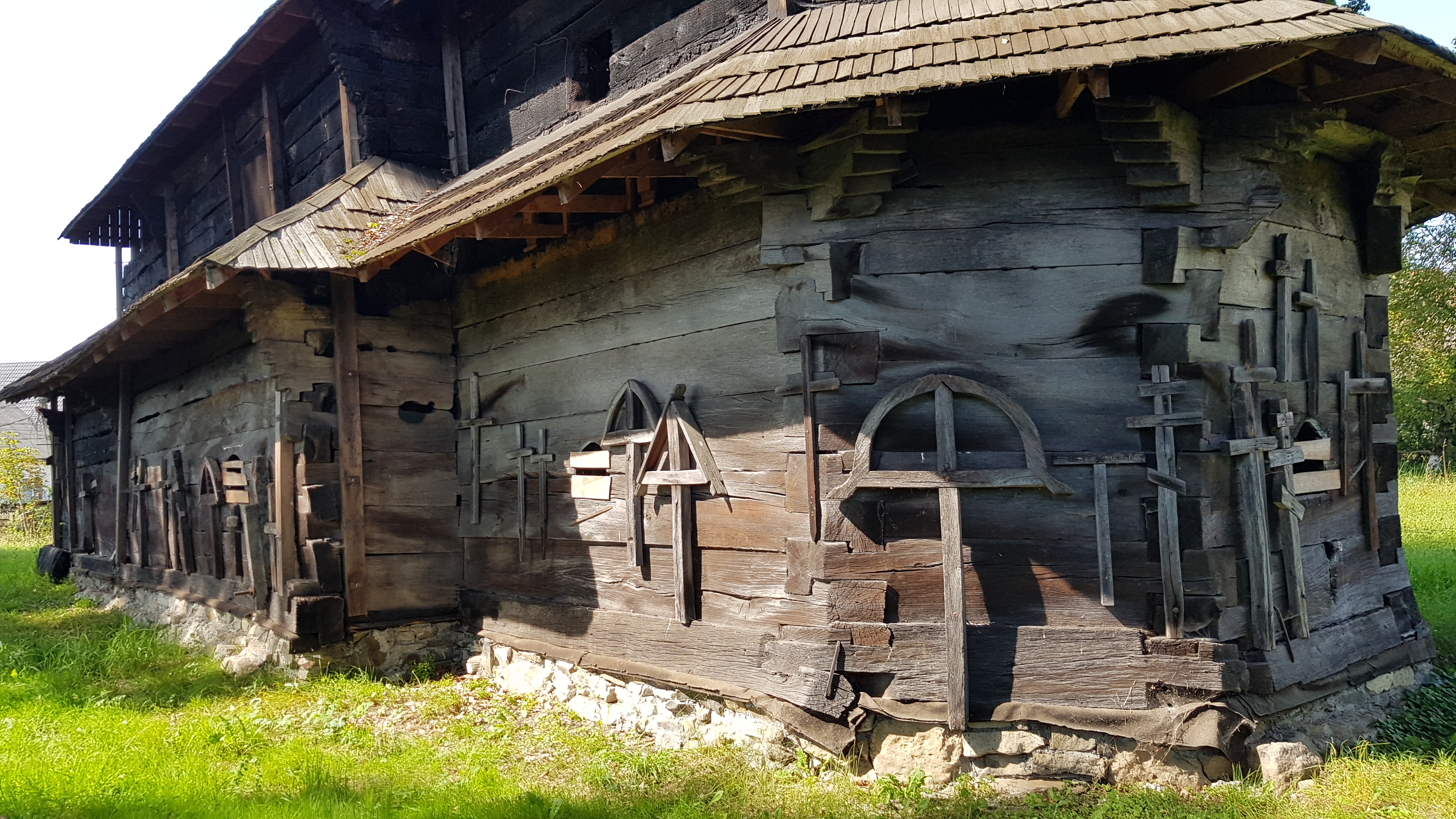

Пам'ятку з жовтня 2010 року відновлюють небайдужі люди.

## храм Вознесіння Господнього.
Проєкт мурованої церкви Вознесіння створив архітектор, архімандрит Всеволод Коломацький.
Земельну ділянку, що зветься Вуличне, придбали у 1925 році, як твердить дяк Юрій Калинич, за 8 тисяч корон. Головним майстром був Бейла Мункачі. У 1931 році церкву поштукатурили, тричі її розмальовували. Ремонтні роботи та оновлення виконали у 1994—1996 роках. Старі ікони перенесли до дзвіниці, а в храмі встановили нові.

## храм Різдва Пресвятої Богородиці
Муровану греко-католицьку церкву почали будувати 17 травня 1992 року, а завершено будівництво 20 серпня 1998 року. Оригінальний проєкт, до якого був причетний, крім інших фахівців, і ужгородський інженер О. Шевченко, відчутно змінили у процесі будівництва. За спорудженням наглядав голова церковної громади Василь Попович.

## Перейменування об'єкту топоніміки
22 липня 2022 року на засіданні ІІІ сесії Хустської міської ради VIII скликання в селі вулиця Гагаріна перейменована в вулицю Миру.

## Економіка
У радянські часи Стеблівка вважалася буйволячою столицею Закарпаття. У колгоспі села утримувалося понад 300 буйволів. Сюди завезли стадо племінних телиць породи «Морах» з Болгарії. Занепад стався, коли внаслідок проведеної меліорації з пасовища зникли баюри та озерцята. У свій час тут розміщувалась станція спасіння карпатського буйвола, де проводились селекційно-племінні роботи по збереженню та відродженню буйволів та коней гуцульської популяції. Карпатська порода має свої особливості. Великі роки, довга шерсть, буйволиці приносять приплід до 45 років.

## Туристичні місця
- храм Різдва Пресвятої Богородиці
- храм Вознесіння Господнього
- дерев'яний храм Різдва Пресвятої Богородиці
- «Салдобошський танець»
- Покровський чоловічий монастир

## Відомі особи
- Блистів Олександр — керівник ОУН в Хусті, поручник Карпатської Січі, командант сотні Хустського коша. Розстріляний біля села і похований на місцевому цвинтарі.
- Добош Василь Іванович — український мовознавець.
- Августин Єнковський — священик, художник, видатний самодіяльний технічний винахідник, член Паризької Академії наук у 1874 році винайшов машину для механізованого збирання пшениці (жатку-снопов'язку), яку пізніше запатентували у США як комбайн, працював над удосконаленням двигунів кораблів та літаків.

## Галерея

Дерев'яна церква Різдва Пресвятої Богородиці
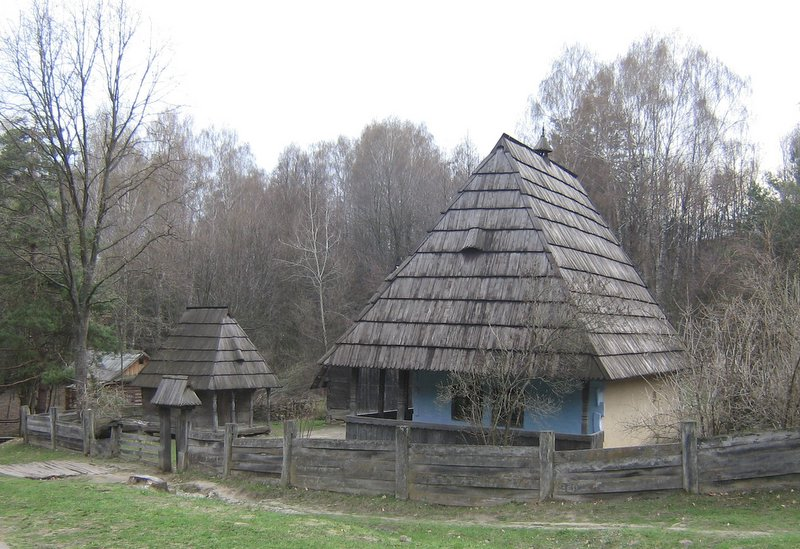
Селянська садиба початку 20 століття з села Стеблівка у музеї Пирогів
Інформація про село Салдобош в довіднику "Podkarpatská Rus" за 1925 рік
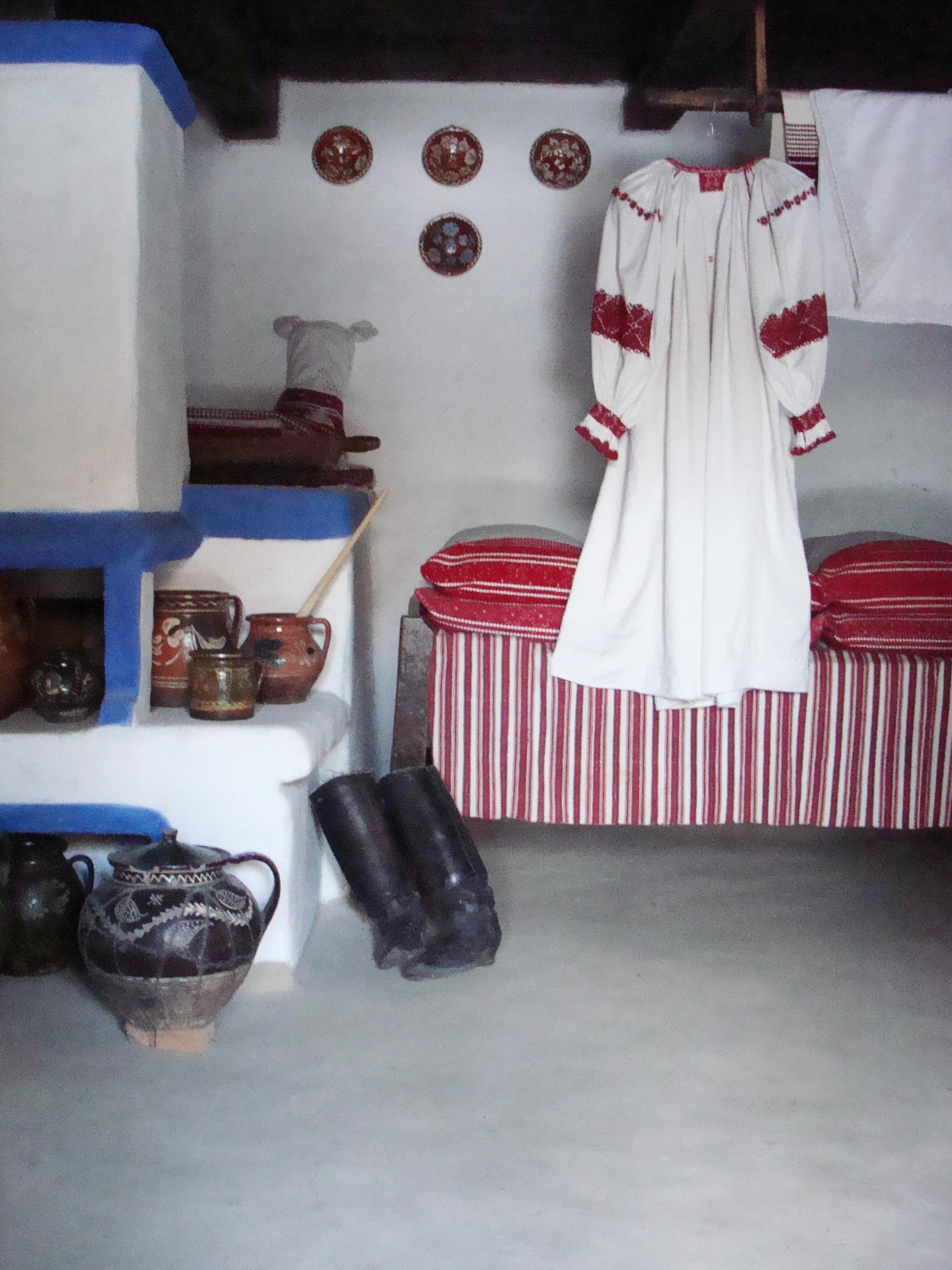
Комора з с. Стеблівка Хустського р-ну Закарпатської обл.
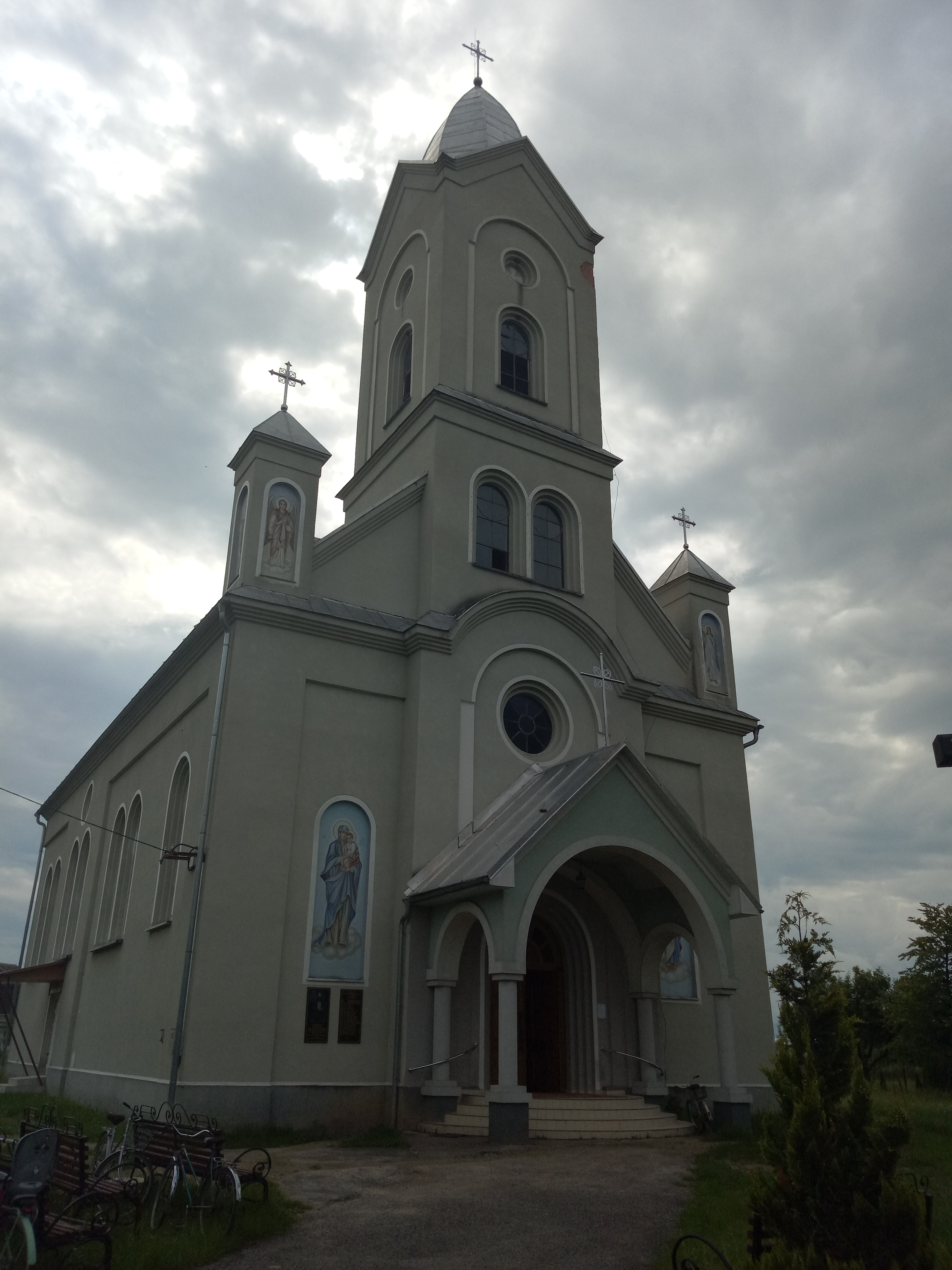
Церква Стеблівка нова
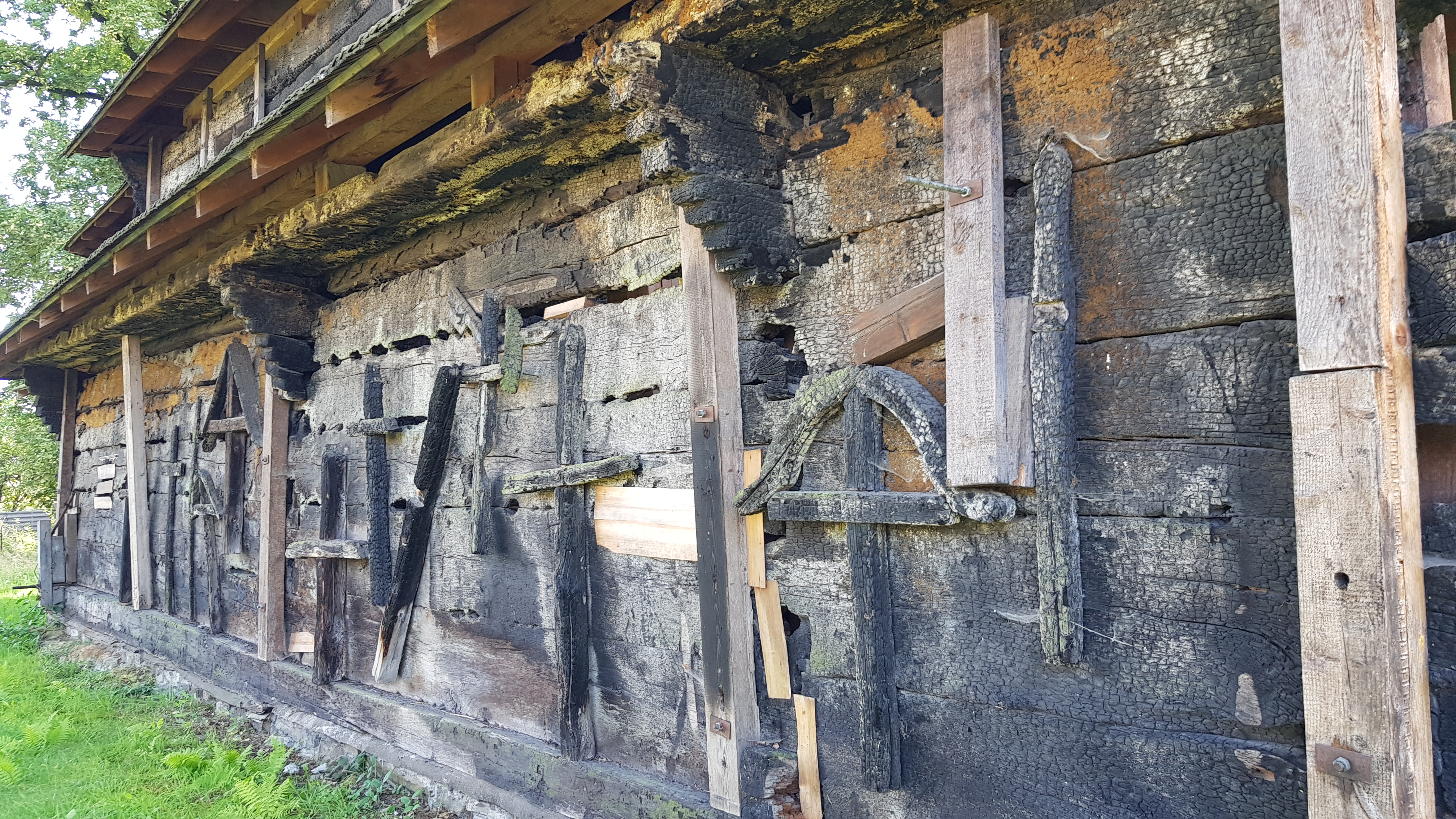
Поминальні хрести на церкві

## Див також
- Церква Святого Михаїла (Крайниково)
- Миколаївська церква (Данилово)
- Церква Святого Миколая (Сокирниця)
- Свято-Параскевський храм (Олександрівка)